# Острови Святого Лаврентія (національний парк)
 Національний парк Острови Святого Лаврентія   (англ. St. Lawrence Islands National Park, фр. Parc national des Îles-du-Saint-Laurent) — національний парк Канади, заснований у 1904 році в провінції Онтаріо.
Парк площею 9 км² – 21 острови і островці в районі Тисяча островів (англ. Thousand Islands Region), розташований за 38 км на південно-захід від містечка Броквіль, за 153 км від міста Оттава. Межує на півдні з штатом Нью-Йорк США. 
Парк знаходиться над Річкою Святого Лаврентія між Канадським щитом i Горах Адерондака. 
У 2002 парк став Біосферним заповідником, Світової спадщини ЮНЕСКО.
Перші мешканці парку — предки приморських індіанців та Ірокезів, які жили на острові ще до його відкриття європейцями у 17 століття. Під час Англо-американська війна 1812-1815 в парку Британської канонерки тонули i
Фортеції вежа Мартело (англ. Martello tower) будував.